# Polyrhaphis
Polyrhaphis – rodzaj chrząszczy z rodziny kózkowatych i podrodziny zgrzypikowych. Jedyny z plemienia Proctocerini.

## Zasięg występowania
Przedstawiciele tego rodzaju występują w Ameryce Południowej i Północnej od Argentyny na płd. po Meksyk na płn. i na Małych Antylach.

## Systematyka
Do Polyrhaphis należą 24 gatunki:

- Polyrhaphis angustata
- Polyrhaphis argentina
- Polyrhaphis armiger
- Polyrhaphis baloupae
- Polyrhaphis batesi
- Polyrhaphis belti
- Polyrhaphis confusa
- Polyrhaphis fabricii
- Polyrhaphis gracilis
- Polyrhaphis grandini
- Polyrhaphis hystricina
- Polyrhaphis jansoni
- Polyrhaphis ju
- Polyrhaphis kempfi
- Polyrhaphis lanei
- Polyrhaphis michaeli
- Polyrhaphis olivieri
- Polyrhaphis papulosa
- Polyrhaphis peruana
- Polyrhaphis pilosa
- Polyrhaphis skillmani
- Polyrhaphis spinipennis
- Polyrhaphis spinosa
- Polyrhaphis turnbowi